# 小林房之助

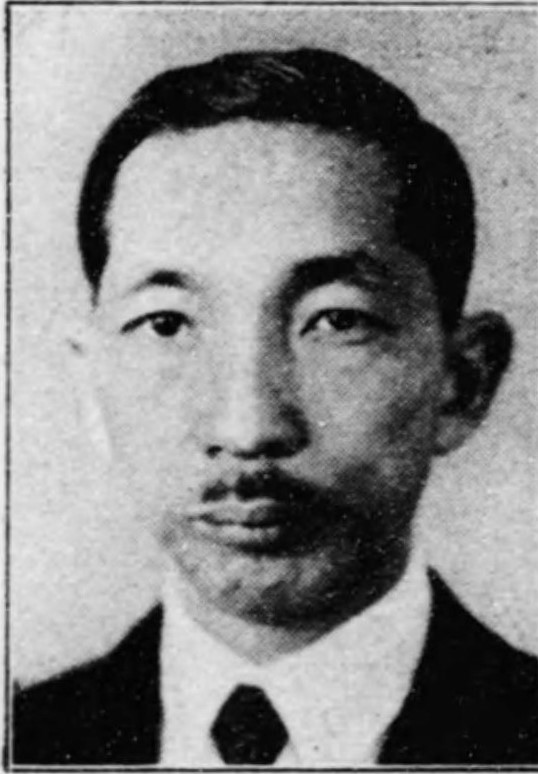
小林房之助

小林 房之助（こばやし ふさのすけ、1891年（明治24年）1月20日 - 1986年（昭和61年）2月26日）は、大正から昭和期の著述家、実業家、政治家。衆議院議員。

## 経歴
大阪府大阪市で、小林市之助の四男として生まれた。1913年（大正2年）早稲田大学政治経済学科を卒業した。
大阪現株取引（株）支配人、大阪市福島商業学校講師、逓信省海運事業調査嘱託などを務め、下岡忠治が朝鮮総督府政務総監に就任した際に随行して同秘書（朝鮮総督府嘱託）となった。その他、神戸電機製作所監査役、石産製作所監査役、日本輸出農産物（株）設立委員なども務めた。
1937（昭和12年）4月の第20回衆議院議員総選挙に兵庫県第2区から立憲民政党公認で出馬して当選し、翼賛議員同盟に所属して衆議院議員に1期在任した。1942（昭和17年）4月の第21回総選挙では次点で落選した。戦後、公職追放となった。
追放解除後、1952（昭和27年）10月の第25回総選挙に兵庫県第2区から改進党公認で立候補したが落選した。